# Gianfranco Clerici
Gianfranco Clerici (Bergamo, 29 luglio 1941) è uno sceneggiatore e produttore cinematografico italiano.

## Biografia
Ha scritto molti film di genere horror e poliziesco, tra i più noti: Cannibal Holocaust, diretto da Ruggero Deodato, Non si sevizia un paperino, diretto da Lucio Fulci, Emanuelle - Perché violenza alle donne?, diretto da Joe D'Amato e La polizia incrimina, la legge assolve, diretto da Enzo G. Castellari.
Per la televisione ha scritto le fiction Incantesimo, Orgoglio e Paura di amare (2010).

## Filmografia

### Sceneggiatore

#### Cinema
- Zorro il ribelle, regia di Piero Pierotti (1966)
- Un milione di dollari per 7 assassini, regia di Umberto Lenzi (1966)
- Assalto al tesoro di stato, regia di Piero Pierotti (1967)
- Un corpo caldo per l'inferno, regia di Franco Montemurro (1968)
- Sette volte sette, regia di Michele Lupo (1968)
- Il figlio di Aquila Nera, regia di Guido Malatesta (1968)
- Samoa, regina della giungla, regia di Guido Malatesta (1968)
- Le calde notti di Poppea, regia di Guido Malatesta (1969)
- Tarzana, sesso selvaggio, regia di Guido Malatesta (1969)
- Formula 1 - Nell'inferno del Grand Prix, regia di Guido Malatesta (1970)
- Una farfalla con le ali insanguinate, regia di Duccio Tessari (1971)
- A cuore freddo, regia di Riccardo Ghione (1971)
- La calandria, regia di Pasquale Festa Campanile (1972)
- Non si sevizia un paperino, regia di Lucio Fulci (1972)
- La polizia incrimina, la legge assolve, regia di Enzo G. Castellari (1973)
- L'uomo in basso a destra nella fotografia (Défense de savoir), regia di Nadine Trintignant (1973)
- Due contro la città (Deux Hommes dans la ville), regia di José Giovanni (1973)
- L'anticristo, regia di Alberto De Martino (1974)
- Per amare Ofelia, regia di Flavio Mogherini (1974)
- 5 donne per l'assassino, regia di Stelvio Massi (1974)
- Innocenza e turbamento, regia di Massimo Dallamano (1974)
- Corruzione al palazzo di giustizia, regia di Marcello Aliprandi (1974)
- Porgi l'altra guancia, regia di Franco Rossi (1974)
- Culastrisce nobile veneziano, regia di Flavio Mogherini (1976)
- Safari Express, regia di Duccio Tessari (1976)
- Italia a mano armata, regia di Marino Girolami (1976)
- Una Magnum Special per Tony Saitta, regia di Alberto De Martino (1976)
- Napoli spara!, regia di Mario Caiano (1977)
- La svastica nel ventre, regia di Mario Caiano (1977)
- Ultimo mondo cannibale, regia di Ruggero Deodato (1977)
- Roma, l'altra faccia della violenza, regia di Marino Girolami (1977)
- Emanuelle - Perché violenza alle donne?, regia di Joe D'Amato (1977)
- La vita è bella, regia di Grigorij Naumovič Čuchraj (1979)
- Contro 4 bandiere, regia di Umberto Lenzi (1979)
- Cannibal Holocaust, regia di Marino Girolami (1979)
- La casa sperduta nel parco, regia di Ruggero Deodato (1980)
- Pierino contro tutti, regia di Marino Girolami (1981)
- I camionisti, regia di Flavio Mogherini (1982)
- Pierino colpisce ancora, regia di Marino Girolami (1982)
- Lo squartatore di New York, regia di Lucio Fulci (1982)
- Murderock - Uccide a passo di danza, regia di Lucio Fulci (1984)
- Shark - Rosso nell'oceano, regia di Lamberto Bava (1984)
- Desiderando Giulia, regia di Andrea Barzini (1985)
- Miami Golem, regia di Alberto De Martino (1985)
- Tex e il signore degli abissi, regia di Duccio Tessari (1985)
- Cobra Mission, regia di Fabrizio De Angelis (1986)
- Sensi, regia di Gabriele Lavia (1986)
- Le foto di Gioia, regia di Lamberto Bava (1987)
- Un delitto poco comune, regia di Ruggero Deodato (1987)
- Cobra Mission 2, regia di Camillo Teti (1989)
- Scandalo segreto, regia di Monica Vitti (1990)
- L'ultima partita, regia di Fabrizio De Angelis (1990)
- Laura non c'è, regia di Antonio Bonifacio (1999)

#### Televisione
- Una grande storia d'amore, regia di Duccio Tessari – miniserie TV (1986)
- L'uomo che non voleva morire, regia di Lamberto Bava – film TV (1987)
- La casa nel tempo, regia di Lucio Fulci – film TV (1989)
- La casa del sortilegio, regia di Umberto Lenzi – film TV (1989)
- La storia spezzata, regia di Andrea Frazzi e Antonio Frazzi – miniserie TV (1992)
- La moglie nella cornice, regia di Philippe Monnier – miniserie TV (1992)
- Addio e ritorno, regia di Rodolfo Roberti – miniserie TV (1995)
- Il prezzo della vita, regia di Stefano Reali – miniserie TV (1997)
- Incantesimo 1 – serial TV (1998-2005)
- Orgoglio – serie TV (2004-2006) (serie TV)
- Paura di amare – serie TV (2010)

### Attore
- Anche per Django le carogne hanno un prezzo, regia di Luigi Batzella (1971)
- Quelle sporche anime dannate, regia di Luigi Batzella (1971)

## Programmi TV
- Giallo sera (1983-1984, Rai 1) (serie TV)
- Passione mia (1985, Rai Uno)
- Festa di compleanno (1991-1992, TMC)
- Anniversario di matrimonio (1993)